# Servicio Geológico Minero (Bolivien)
Der Servicio Geológico Minero (SERGEOMIN) ist der Geologische Dienst von Bolivien. Die Behörde hat ihren Sitz in La Paz.

## Aufgaben
Seinem öffentlichen Auftrag nach soll der Servicio Geológico Minero zur wirtschaftlichen Entwicklung des Landes beitragen. Nach dieser Rahmensetzung stehen für die geowissenschaftliche Behörde Boliviens umfassende Aufgaben zur Erkundung und Erforschung nicht erneuerbarer natürlicher Ressourcen im Mittelpunkt ihrer Tätigkeit. Dazu zählen die Ermittlung und Aufbereitung komplexer Informationen und eine systematische geologische Kartierung des Staatsgebietes. Die Auswertung und Interpretation der gesammelten Daten dient der Erstellung qualifizierter Dienstleistungen auf den Themengebieten Geologie, Bergbau und Umwelt. Die Behörde untersteht dem Ministerio de Minería y Metalurgia (Ministerium für Bergbau und Hüttenwesen) und ist eine dezentrale öffentliche Institution in Bolivien. Sie steht allen Regierungsstellen zur Beratung in geowissenschaftlichen Fragen zur Verfügung.

## Gliederung
Der Servicio Geológico Minero hat seinen zentralen Dienstsitz in der bolivianischen Hauptstadt La Paz. Es werden weitere Regionaldienststellen unterhalten in:
- Cochabamba im Departamento Cochabamba,
- Oruro im Departamento Oruro,
- Potosí im Departamento Potosí und
- Santa Cruz im Departamento Santa Cruz.

## Geschichte
Der Geologische Dienst Servicio Geológico Minero wurde in seiner aktuellen Organisationsstruktur durch das Gesetz Nr. 535 vom 28. Mai 2014 geschaffen, um die grundlegenden geologischen Informationen des Landes als eine Säule der nationalen Entwicklung aufzubereiten und darzustellen.
Dieser Dienstbereich begann seine Tätigkeit als Departamento Nacional de Geología (DENAGEO, deutsch etwa: „Nationales Geologisches Amt“), änderte seinen Namen in Geológico de Bolivia (GEOBOL, deutsch etwa: „Geologischer Dienst Boliviens“) und wurde später nach Fusion mit dem Servicio Técnico de Minas Minero (deutsch etwa: „Technischer Dienst für den Bergbau“) in Servicio Nacional de Geología y Técnico de Minas (SERGEOTECMIN, deutsch etwa: „Nationaler Geologischer und Technischer Dienst für den Bergbau“) umbenannt. Im Jahre 2014 erfolgte die Wiedergründung eines unabhängigen geowissenschaftlichen Dienstes für Bolivien.

## Wissenschaftliche Sammlung, Museum
Das Museo Mineralógico, Petrográfico, Paleontológico “Ing. Jorge Muñoz Reyes” existiert seit 1980 und bildet einen Sonderbereich des Geologischen Dienstes. Es wurde nach dem Ingenieurgeologen Jorge Muñoz Reyes (1904–1984) benannt.
In den Ausstellungsräumen werden Minerale, Gesteinsproben und paläontologische Fundstücke aus Bolivien präsentiert, insgesamt 732 Exponate. Die Sammlungsbestände sind ein Ergebnis der Kartierungsarbeiten und gesonderter Erkundungsvorhaben oder wurden als Sachspenden aus der Hand Dritter überreicht.
Zudem enthält die Exposition ältere Geräte, Instrumente und Werkzeuge, die seit der Gründung des Dienstes in den 1960er Jahren für topografische und geologischen Kartierungsarbeiten, geophysikalische Untersuchungen, die Photogrammetrie sowie für Mikroskopierarbeiten und chemische Untersuchungen in Verwendung waren. Die ausgestellten Minerale sind in zwei Sammlungsbereiche eingeteilt. Die eine Gruppe besteht aus Erzen bzw. metallischen Fundstücken (Gold, Silber, Kupfer und weitere) und die andere Gruppe enthält nichtmetallische Rohstoffe wie Schwefel, Schwerspat und Flussspat. Der petrographische Sammlungsbereich zeigt magmatische, metamorphe und sedimentäre Gesteinsexponate.

## Galerie

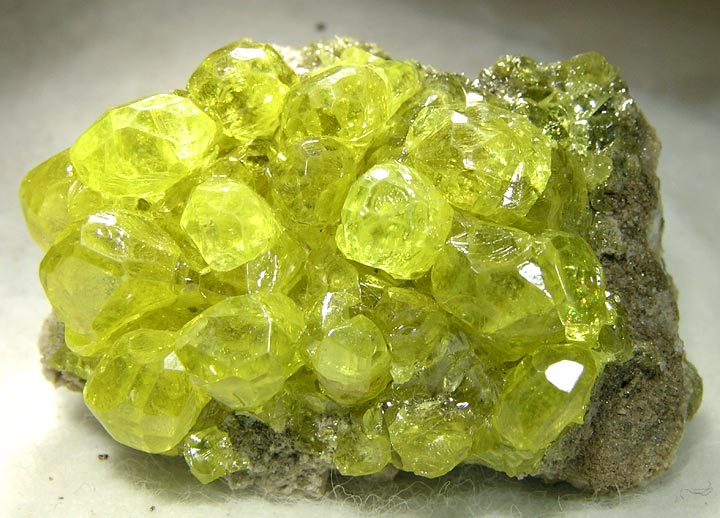
Schwefelkristalle aus der El-Desierto-Mine in San Pablo de Napa
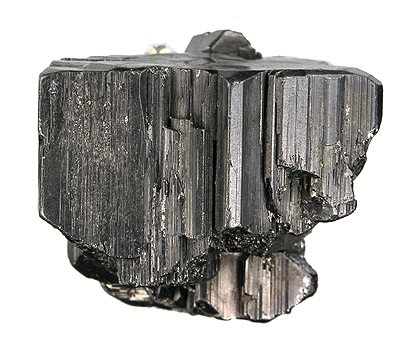
Bournonit aus der Machacamarca-Mine in Machacamarca in der Provinz Cornelio Saavedra
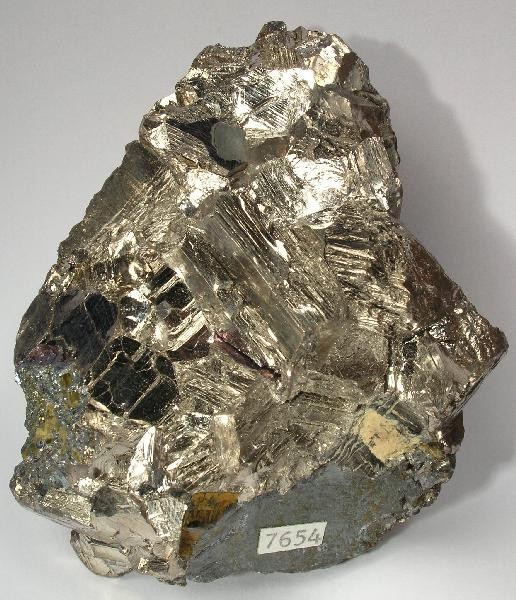
Gediegen Wismut aus der Huallatani-Mine im Departamento Potosí
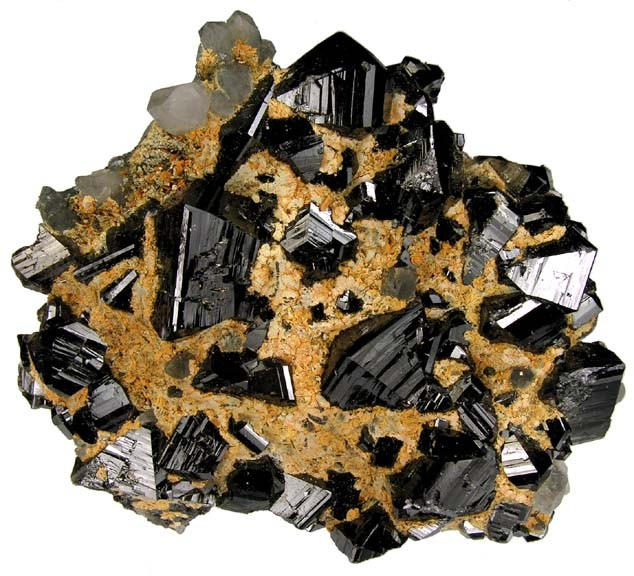
Kassiterit aus der Viloco-Mine in der Provinz Loayza
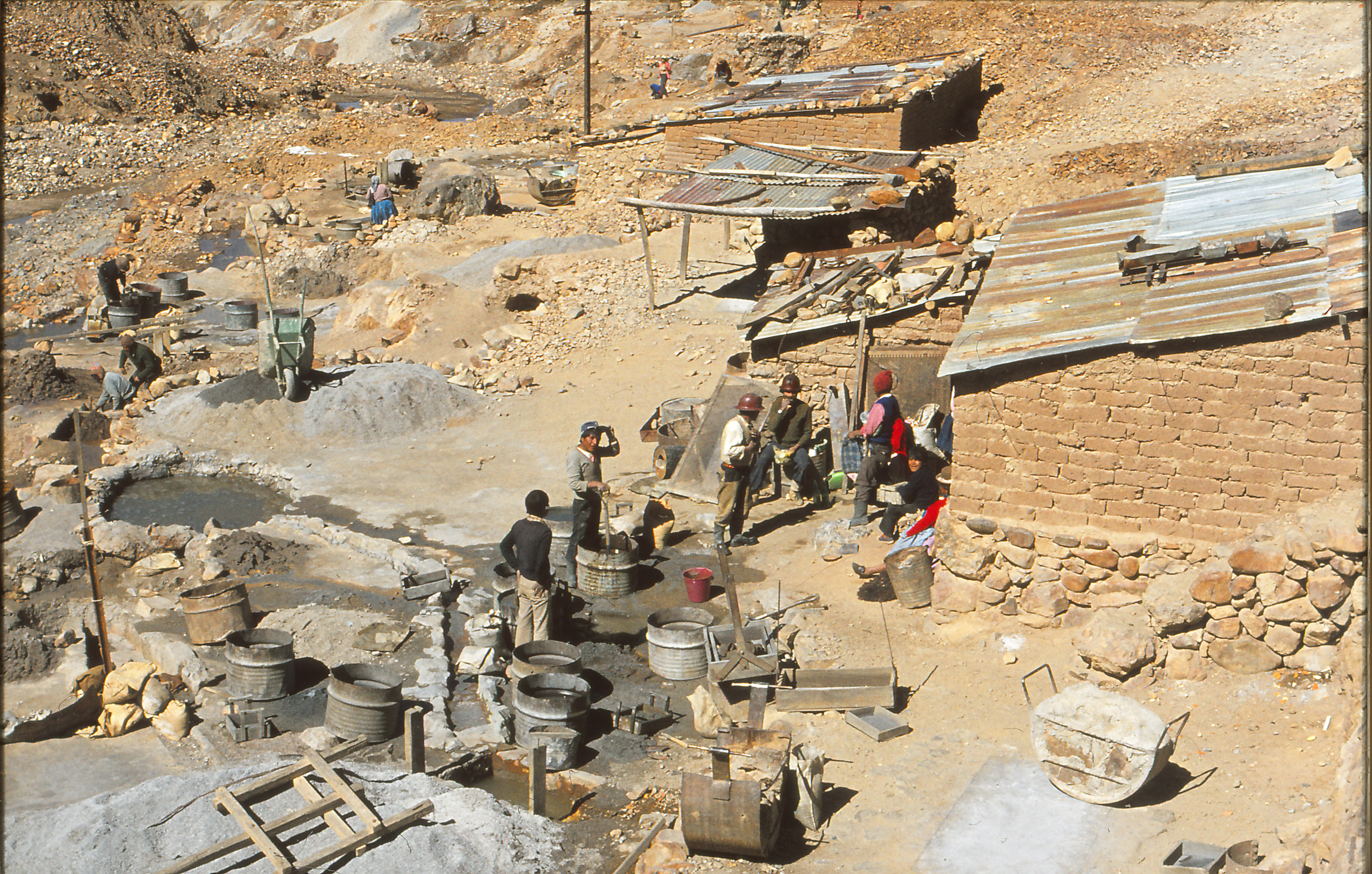
Handwerklicher Bergbau auf Zinnerz (1981)

## Periodika
- Boletin, Ministerio de Minas y Petroleo (1961/Vol.1 bis 1964/Vol.5)[6]
- Boletín / GEOBOL, Servicio Geológico de Bolivia (1965/Vol.6 bis ?)[7][8]
- Boletín del Servicio Geológico de Bolivia, Serie A (1983? bis ?)[9]
- Boletin del Servicio Geológico de Bolivia (1993/Vol.3 bis 1996/Vol.12)[10]
- Boletin del Servicio Nacional de Geología y Minería (seit 2000/Vol.19), ISSN 1023-7674[11]